# Чуев, Алексей Васильевич

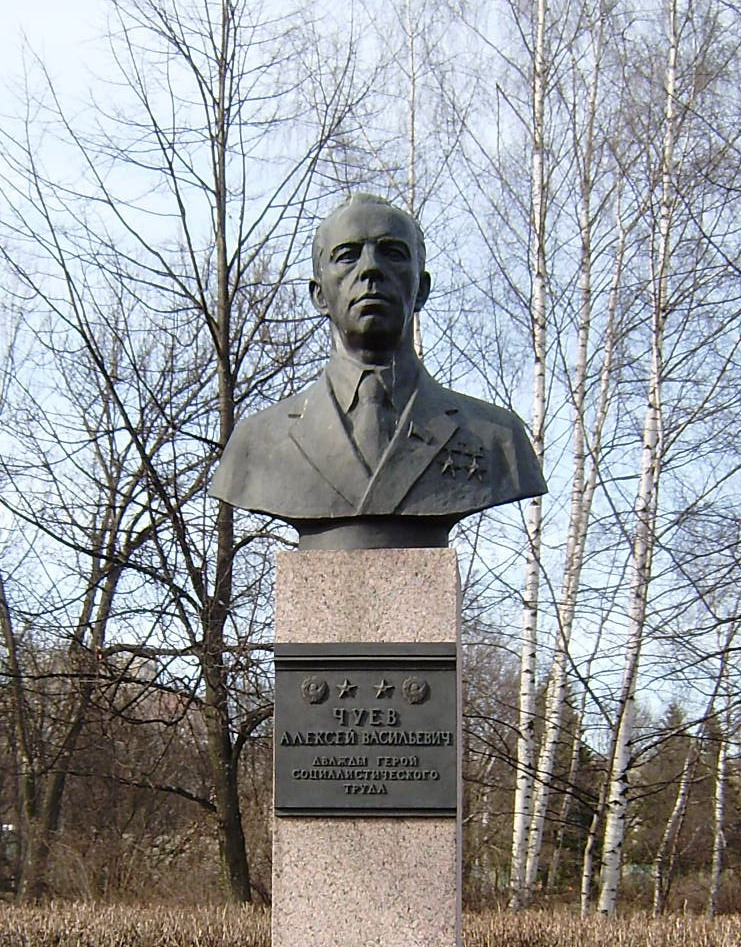
Бюст на аллее Героев

Алексе́й Васи́льевич Чу́ев (1918—1976) — новатор промышленного производства, бригадир токарей Балтийского судостроительного завода. Дважды Герой Социалистического Труда (1963, 1976).

## Биография

Могила Чуева на Северном кладбище Санкт-Петербурга.

Родился 28 февраля 1918 года в деревне Совачево Калязинского уезда в семье крестьянина. Русский.
Окончил школу фабрично-заводского обучения. С 1933 года работал на Балтийском судостроительном заводе им. Серго Орджоникидзе в Ленинграде.
В 1941—1945 годах находился в Красной Армии, участник Великой Отечественной войны. В 1941 году закончил Ленинградские авиационно-технические курсы усовершенствования ВВС Красной армии им.К.Е.Ворошилова;
После войны вернулся на завод и с 1945 по 1976 годы работал бригадиром токарей Балтийского судостроительного завода.
Член КПСС с 1948 года. Член ЦК КПСС в 1976 году; делегат XXV съезда КПСС. Депутат (от Ленинграда) Совета Союза Верховного Совета СССР 7-го (1966—1970) и 8-го (1970—1974) созывов; депутат (от РСФСР) Совета национальностей Верховного Совета СССР 9-го созыва (с 1974).
Умер 20 ноября 1976 года, похоронен на Северном кладбище Санкт-Петербурга.

## Награды
- Дважды Герой Социалистического Труда:

1. Указом Президиума Верховного Совета СССР (с грифом «не подлежит опубликованию») от 28 апреля 1963 года «за большие заслуги в деле создания и производства новых типов ракетного вооружения, а также атомных подводных лодок и надводных кораблей, оснащенных этим оружием, и перевооружения кораблей Военно-Морского Флота»[9][10]
2. Указом Президиума Верховного Совета СССР (с грифом «не подлежит опубликованию») от 7 января 1976 года «за выдающиеся трудовые успехи, досрочное выполнение заданий девятой пятилетки, выпуск продукции высокого качества и большой вклад в строительство атомного ледокола „Арктика“»

- Награждён тремя орденами Ленина.

## Память
- 11 января 1978 года А. В. Чуеву на Аллее Героев Московского парка Победы в Ленинграде установлен бронзовый бюст[11] (скульптор: Пленкин Б. А., архитектор: Маслов В. С.).
- в 1978 году на Ленинградском Адмиралтейском объединении была построена рыбомучная база «Алексей Чуев», названная в честь токаря-универсала Балтийского завода, дважды Героя Социалистического Труда[12][13].